# Diocese de Viterbo
A Diocese de Viterbo (em latim: Dioecesis Viterbiensis) é uma sé da Igreja Católica na Itália, imediatamente subordinada à Santa Sé, pertencente à região eclesiástica do Lácio. Em 2023, contava com 194.400 batizados, de uma população de 201.927 habitantes. É governada pelo Bispo Orazio Francesco Piazza.

## Território
A diocese inclui 35 municípios da província de Viterbo: Acquapendente, Arlena di Castro, Bagnoregio, Barbarano Romano, Blera, Bomarzo, Canepina, Canino, Capodimonte, Castiglione in Teverina, Celleno, Cellere, Civitella d'Agliano, Farnese, Graffignano, Grotte di Castro, Gradoli, Ischia di Castro, Latera, Lubriano, Marta, Montefiascone, Onano, Oriolo Romano, Piansano, Proceno, San Lorenzo Nuovo, Tessennano, Tuscania, Valentano, Vejano, Vetralla, Villa San Giovanni in Tuscia, Viterbo e Vitorchiano.
A sede episcopal é a cidade de Viterbo, onde está localizada a catedral de San Lorenzo. Dentro do território diocesano existem também cinco co-catedrais: Santa Margherita em Montefiascone, San Giacomo na Tuscania, Santi Nicola e Donato em Bagnoregio, Santo Sepolcro em Acquapendente, e San Martino em San Martino al Cimino.
Além da catedral e das co-catedrais, as seguintes igrejas são reconhecidas como basílicas menores: San Flaviano em Montefiascone, San Francesco alla Rocca em Viterbo, Santa Maria della Quercia na aldeia de La Quercia em Viterbo e Santa Maria del Suffragio em Grotte di Castro. Estas duas últimas igrejas também estão listadas entre os santuários diocesanos, juntamente com as do Santíssimo Crocifisso em Castro, a Madonna del Monte em Marta, a Madonna del Castellonchio em Graffignano e o santuário da Santa Corona em Canepina.
O território estende-se por 2.161 km² e está dividido em 99 freguesias, agrupadas em 6 áreas pastorais: Acquapendente, Bagnoregio, Montefiascone, Tuscania/Valentano, Vetralla, Viterbo.

## História
A partir do século XII, a importância econômica e política de Viterbo cresceu, tendo sempre feito parte da diocese de Tuscania, mas já por algum tempo a capital de um distrito civil (o comitatus Viterbiensis ); em 1116 acolheu o Papa Pascoal II por um curto período; em 1118, o imperador Henrique V declarou Viterbo uma "cidade livre" e confirmou todas as instituições municipais; em 1145, o Papa Eugênio III, fugindo de Roma, encontrou refúgio em Viterbo, onde permaneceu por oito meses; o Papa Adriano IV (1154-1159) recorreu à mesma escolha em várias ocasiões; a cidade frequentemente se viu no centro das lutas entre o papado e o império durante a segunda metade do século XII. «A prevalência da cidade na região era absoluta e elevá-la ao status de sede de um bispo tornou-se não apenas apropriado, mas necessário».
A diocese de Viterbo foi erigida pelo Papa Celestino III entre 3 de agosto e 4 de outubro de 1192. A bula de ereção foi perdida, mas o sucessor de Celestino, o Papa Inocêncio III, com a bula Ex privilegio de 12 de outubro de 1207  confirmou as decisões do seu antecessor, ou seja, que «Viterbiense oppidum onorabile civitatis nomine insignivit et pontificalis cathedrae honore decoravit», e além disso que a nova diocese permaneceu «specialiter unita» para a diocese de Toscana.
O primeiro bispo das sedes unidas foi Giovanni, cardeal do título de São Clemente de 1189, que ostentava o duplo título de episcopus Viterbiensis et Tuscanensis. As duas sedes permaneceram unidas até 1986, ou seja, por quase oitocentos anos. No entanto, o clero e o capítulo da Tuscânia periodicamente levantavam dificuldades em aceitar a união com Viterbo. Em 1294, o Papa Celestino V teve que confirmar novamente as decisões tomadas por seus predecessores. Mais tarde, foi decidido que, para os atos episcopais redigidos na Tuscânia, o título era episcopus Tuscanensis et Viterbiensis, enquanto para os atos redigidos em Viterbo episcopus Viterbiensis et Tuscanensis. A disputa foi reacendida no século XVII; a Rota Romana em 1614 «estabeleceu que as cátedras Tuscanenses et Viterbienses esse aeque principaliter unitas », ou seja, que as cátedras da Toscana e de Viterbo estavam unidas aeque principaliter.
Na segunda metade do século XIII, entre 1254 e 1280, Viterbo foi a sede dos papas e da Cúria Romana. Por esta razão, o palácio episcopal foi transformado em residência papal, que hospedou, de forma mais ou menos permanente, oito pontífices, de Alexandre IV a Nicolau III. Durante este período, vários conclaves ocorreram em Viterbo, incluindo o mais longo da história, o que durou 1006 dias, entre 1268 e 1271, para a eleição do Papa Gregório X.
Para consolidar e afirmar a sua jurisdição efectiva sobre o território, os bispos de Viterbo celebraram desde o início sínodos diocesanos; as constituições mais antigas, provavelmente fruto de um sínodo, foram as publicadas em 1254 pelo bispo Alferio; são conhecidos quatro sínodos do século XIV, três celebrados por Angelo Tignosi (1320, 1323 e 1339) e um por Niccolò de' Vetuli, em Montalto em 1356.
Em 1523, a diocese de Nepi, que foi unida à diocese de Sutri, foi conferida em administração apostólica ao bispo de Viterbo, Cardeal Egidio da Viterbo; mas com sua morte, em 1532, a união de Nepi com Sutri foi restaurada.
No período pós- tridentino, os bispos estiveram ativamente envolvidos na implementação dos decretos do concílio, através de uma série de sínodos diocesanos, o primeiro dos quais foi convocado por Sebastiano Gualterio (1551-1566), e visitas pastorais, a primeira das quais foi realizada em 1573-1574. «Durante esta visita, as igrejas colegiadas, paroquiais, confrarias e mosteiros (incluindo as masculinas) eram 171, mas apenas 19 foram classificadas como colegiadas e paroquiais. No censo de 1639, ordenado por Brancaccio, as paróquias da cidade eram dezessete, com uma população de 11.671 almas; no resto da diocese havia provavelmente outras dezesseis igrejas paroquiais, além de cem igrejas de mosteiros e lugares piedosos.»
Em meados do século XIX, o território de Canepina, que fazia parte da diocese de Civita Castellana, Orte e Gallese, foi anexado à diocese de Viterbo.
Em 2 de maio de 1936, com a bula Ad maius christiani do Papa Pio
Em 8 de junho de 1970, Luigi Boccadoro, já bispo de Montefiascone e Acquapendente, também foi nomeado bispo de Viterbo e Tuscania e abade de San Martino al Cimino, unindo assim pessoalmente as cinco sés como bispos. No ano seguinte, o mesmo bispo foi nomeado administrador apostólico da diocese de Bagnoregio . Este foi o primeiro passo de um longo processo que levou à unificação de todas as dioceses da área de Viterbo. Com a bula Qui non sine  de 27 de março de 1986, o Papa João Paulo II suprimiu as dioceses de Tuscania, Montefiascone, Bagnoregio, Acquapendente e a abadia territorial de San Martino al Cimino e estabeleceu que os territórios relativos deveriam ser agregados à diocese de Viterbo. Com a mesma bula, o pontífice deu à diocese como sua padroeira a Santíssima Maria, venerada com o título de "Madonna della Quercia".
Em 1998, o Instituto Teológico San Pietro foi fundado em Viterbo, com duas faculdades de filosofia e teologia, afiliadas à Pontifícia Universidade de Sant'Anselmo em Roma. O Instituto reúne três instituições anteriores: a escola de teologia do seminário interdiocesano de Viterbo, o instituto filosófico-teológico dos Capuchinhos e a instituição análoga dos Giuseppini del Murialdo . O Instituto tem sua sede em Viterbo no Instituto "San Pietro" dos Giuseppini del Murialdo, localizado na Viale Diaz, 25.
Em 26 de maio de 2004 foi inaugurado o "Centro Diocesano de Documentação Histórica e Cultural Religiosa de Viterbo" (CE.DI.DO.), que reúne num único complexo os arquivos históricos da diocese, do capítulo, de cada paróquia e das confrarias diocesanas, assim como as bibliotecas do capítulo e dos antigos seminários de Viterbo e da Tuscania.

## Bispos de Viterbo
- Luigi Boccadoro † (27 março 1986 - 14 março 1987 aposentado)
- Fiorino Tagliaferri † (14 marzo 1987 - 30 giugno 1997 aposentado)
- Lorenzo Chiarinelli † (30 junho 1997 - 11 dezembro 2010 aposentado)
- Lino Fumagalli (11 dezembro 2010 - 7 outubro 2022 aposentado)
- Orazio Francesco Piazza, desde 7 outubro 2022